# Findability
Il termine findability, neologismo d'origine inglese talvolta tradotto con trovabilità, indica la capacità di un'informazione, risorsa od oggetto di essere localizzabile o (in ambito web) fruibile.
Quando applicata ad una singola risorsa, si può valutare in che misura essa sia facile da scoprire o localizzare. Quando applicata ad un sistema, si può analizzare con quanta efficacia un ambiente fisico o digitale favorisca il reperimento dell'informazione o la navigazione.
La findability non investe soltanto il mondo di internet, ma è, piuttosto, un concetto universale. Tuttavia, in quanto collezione distribuita ed eterogenea di numerosi miliardi di risorse, il web rappresenta uno dei campi di maggior sviluppo per la findability.
La findability è campo di studio dell'architettura dell'informazione, assieme all'usabilità, alla desiderabilità, credibilità e accessibilità. Sono molte le figure che contribuiscono alla findability di siti web e intranet, fra cui i copywriter, i progettisti e gli sviluppatori.